# Повурська волость
Повурська волость — адміністративно-територіальна одиниця Ковельського повіту Волинської губернії Російської імперії. Волосний центр — село Повурськ.
Станом на 1884 рік складалася з 17 поселень, 9 сільських громад, Населення — 5026 осіб (2588 чоловічої статі та 2438 — жіночої), 628 дворових господарств.
|                     | Площа, десятин | У тому числі орної, десятин |
| ------------------- | -------------- | --------------------------- |
| Сільських громад    | 10637          | 5638                        |
| Приватної власності | 9717           | 995                         |
| Казенної власності  | 836            | 400                         |
| Іншої власності     | 215            | 105                         |
| Загалом             | 21405          | 7138                        |

Основні поселення волості:
- Поворськ — колишнє державне село, за 25 верст від повітового міста, 914 осіб, 107 дворів; волосне правління, православна церква, кладовищенська каплиця, школа, постоялий будинок, вітряк.
- Бережниця — колишнє власницьке село при річці Стохід, 210 осіб, 39 дворів, православна церква, школа.
- Заячівка — колишнє власницьке село при річці Стохід, 370 осіб, 40 дворів, православна церква, водяний млин.
- Козлиничі — колишнє власницьке село, 470 осіб, 58 дворів, православна церква, каплиця, постоялий будинок.
- Пісочне — колишнє державне село, 812 осіб, 123 двори, православна церква, школа, постоялий будинок, 2 вітряки.
- Смоляри — колишнє власницьке село при річці Стохід, 330 осіб, 40 дворів, каплиця, постоялий будинок.
- Церківка (Лапки) — колишнє власницьке село, 50 осіб, 6 дворів, православна церква, ярмарок.
- Черемошне — колишнє власницьке село, 700 осіб, 89 дворів, православна церква, постоялий будинок.
- Черськ — колишнє власницьке село при річці Стохід, 400 осіб, 59 дворів, католицька каплиця, постоялий будинок, водяний млин.

## Під владою Польщі
18 березня 1921 року Західна Волинь окупована Польщею. Волості було перетворено на ґміни, відповідно, адміністративна одиниця отримала назву ґміна Повурск. Волость входила до Ковельського повіту Волинського воєводства. Межі та склад колишньої волості збереглися, що й за Російської імперії та Української держави.
1 квітня 1932  р. села Гулевичі, Ситовичі, Озерне, Рудка Ситовицька і Дубники передані з ґміни Маневичі до ґміни Повурськ.
На 1936 рік ґміна складалася з 22 громад:
1. Бережниця — села: Бережниця і Заріччя;
2. Цегельня — село: Цегельня;
3. Церківка — села: Церківка і Любарка;
4. Черемошне — село: Черемошне та хутори: Кульне і Колешів;
5. Чернявка — село: Чернявка;
6. Черськ — село: Черськ та хутори: Голенець і Очеретянка;
7. Гірне — село: Гірне;
8. Грушевне — село: Грушевне;
9. Грив'ятки — село: Грив'ятки;
10. Гулевичі — село: Гулевичі;
11. Озерне — село: Озерне та колонія: Дубники;
12. Козленичі — село: Козленичі та військове селище: Козленичі;
13. Кричевичі — село: Кричевичі;
14. Ломачанка — село: Ломачанка;
15. Луківка — село: Луківка та колонія: Луківка;
16. Пісочне — село: Пісочне;
17. Поляни — військове селище: Поляни;
18. Повурськ — село: Повурськ;
19. Ситовичі — села: Ситовичі й Рутка Ситовецька;
20. Смоляри — село: Смоляри;
21. Шкурат — село: Шкурат;
22. Заячівка — село: Заячівка.

Після радянської анексії західноукраїнських земель ґміна ліквідована у зв'язку з утворенням Повурського (Маневицького) району.